# Станойлович, Момчило
Момчило «Мома» Станойлович (серб. Момчило "Мома" Станојловић; 5 августа 1916 года, Крагуевац — 13 июня 1943 года, Тьентиште) — югославский лётчик, партизан Второй мировой войны, Народный герой Югославии. Первый солдат королевской армии Югославии, ставший политруком югославской партизанской бригады.

## Биография
Родился 5 августа 1916 года в Крагуеваце. Окончил среднюю школу, после чего поступил в Югославскую военную академию, которую также успешно окончил. Поступил в школу лётчиков города Панчево, где и был зачислен в ряды югославских ВВС. Перед войной дослужился до звания поручика.
В апреле 1941 года вступил в бои с немецкими войсками на аэродроме близ деревни Шарлицы (около Ниша). В том бою большая часть самолётов ВВС Югославии была уничтожена, и Момчило был одним из немногих выстоявших лётчиков. 15 апреля 1941 года он начал бои за город Ужице, был легко ранен во время обороны города. После капитуляции Югославии бежал в Крагуевац, отказываясь сдаваться немецким войскам.
В течение некоторого времени Станоевич находился на нелегальном положении, оказывая помощь партизанам. В августе 1941 года его приняли в ряды Союза коммунистов Югославии, что позволило ему начать активную партизанскую деятельность. Мома (так его называли партизаны) начал собирать партизанские отряды, закупать оружие и готовить уцелевшие самолёты для разведки.
Крагуевацкий райком КПЮ назначил Мому командиром 3-й роты Крагуевацкого партизанского отряда, а в сентябре 1941 года он вошёл в состав Совета по снабжению Главного штаба НОАЮ в Сербии. В боях Момчило проявил недюжинную храбрость и талант командира, в связи с чем его повысили до командира 3-го батальона того же отряда.
После Первого антипартизанского наступления осенью 1941 года Станоевич покинул со своими войсками Санджак. 21 декабря 1941 года в Рудо была сформирована 1-я пролетарская ударная бригада, и вскоре его назначили командиром 2-й роты Крагуевацкого батальона, вошедшего в состав бригады. 22 декабря 1941 года он принял свой первый бой близ сила Гаочичи, где его батальон сумел захватить в плен 120 итальянцев. Мома в сентябре 1942 года был назначен сначала политруком, а затем и командиром батальона — он стал первым офицером королевской армии, которому выпала такая честь, к тому же большую часть батальона составляли члены рабочих и студенческих движений.
Момчило прошёл со своим батальоном множество сражений: близ Ситника и Яйце, Котор-Вароша и Иван-Седла. Он проявил мужество при битве за Бугойно в июле 1942 года, когда его войскам удалось сломить превосходящие силы усташей. Во многих ситуациях он проявлял выдержку и хладнокровие, без страха и упрёка принимая верные решения. Во время Пятого наступления, когда его батальон оборонял Ильину-Главу в ходе битвы за Тару, Мома перешёл в состав 3-й пролетарской санджакской ударной бригады и был назначен заместителем командира бригады. 13 июня 1943 года он погиб близ Тьентиште на левом берегу реки Сутьески, недалеко от того места, где был убит и Сава Ковачевич.
23 июня 1948 года Президиум Народной скупщины ФНРЮ издал указ о посмертном награждении Момчилы Станоевича званием Народного героя Югославии. В память о храбром партизане был назван авиационный завод в Батайнице.